# هاينتس-غونتر فيتمان
هاينتس-غونتر فيتمان (بالألمانية: Heinz-Günter Wittmann)‏ (1 يناير 1927 ـ 31 مارس 1990) هو عالم كيمياء حيوية ألماني، اشتهر بأبحاثه في الريبوسومات. كان مديرًا لمعهد ماكس بلانك لعلم الوراثة الجزيئي وحصل على ميدالية أوتو فاربورغ سنة 1976.